# جان ديوميه
- جان ديوميه (باريس 1660 1706)، عالمة فلك فرنسية، ومؤلفة النّص الفلكي "Entretiens sur l’opinion de Copernic touchant la mobilité de la terre" (محادثات عن رأي كوبرنيكوس حول حركة الأرض).
كانت ديوميه، المولودة في باريس، مهتمة بعلم الفلك منذ الطفولة. تزوجت في سنٍ صغيرة وترمّلت في سن 17، عندما توفي زوجها في معركة في ألمانيا.  اشتهرت أيضًا بنشاطها النسوي، حيث أيدت فكرة أن النساء يتمتعن بالذكاء وأنّهن مفيدات في عالم العلوم مثل الرجال على حدٍ سواء.

## التعليم
في حين أنه لا يُعرف الكثير عن طفولتها أو تعليمها، إلا أن العديد من النساء في سنها تلقين تعليمهن في المنزل على يد الأهل أو مدرّسين خصوصيين، أو حتى على يد أزواجهن بعد الزواج اعتمادًا على الوضع الذي عِشنَه. ربما تكون جان ديوميه قد تلقت تعليمها في جميع المواضيع الضرورية في منزلها، ثم أصبحت عالمة فلك في منزلها أيضاً بمجرد وفاة زوجها. كانت معروفة بعملها المنشور، Entretiens sur l'opinion de Copernic touchant la mobilité de la terre ، بالإضافة إلى أفكارها النسوية التي أدخلتها في منشوراتها.

## الحياة العائلية
على غرار تعليمها، لا يُعرف الكثير عن حياتها الأسرية باستثناء حقيقة أنها تزوجت في سن مبكرة، ثم أصبحت أرملة في سن السابعة عشرة عندما قتل زوجها في معركة في ألمانيا.  لكن هذا لم يمنعها من دراستها، حيث واصلت لتصبح كاتبة ناشرة وعالمة فلك شهيرة. كانت الحياة الأسرية في فرنسا خلال تلك الفترة متحفّظة للغاية. عادةً ما يكون الرجل هو رب الأسرة، حيث تبقى النساء في المنزل أو يحتجن إلى إذن الزوج للخروج للعمل. تضمنت الحياة الأسرية في العديد من الثقافات خلال هذه الفترة الزمنية أسرة ممتدة تعيش معًا تحت سقف واحد، أي الزوجين ووالدي أحدهما والأطفال والأجداد، يمكن أن يعيش ما يصل إلى أربعة أجيال معًا في منزل واحد. من غير المعروف ما إذا كان هذا هو الوضع الذي وجدت جان ديوميه نفسها فيه قبل وفاة زوجها، ولكن هذا هو الوضع الذي كان شائعًا بالنسبة لمعظم النساء والعائلات في تلك الفترة الزمنية.

## مؤلّفاتها
كتبت ديوميه كتاب Entretiens sur l'opinion de Copernic touchant la mobilité de la terre ( محادثات عن رأي كوبرنيكوس حول حركة الأرض) عام 1680. يشرح كتابها هذا النظام الكوبرنيكي؛ دعمت المخطوطة نظريات كوبرنيكوس ونظريات غاليليو غاليلي عن حركة الأرض، وكان الغرض من كتابتها هو مناقشة الأسباب التي استخدمها كوبرنيكوس نفسه للدفاع عن مذاهبه. كما كتبت أيضًا ملاحظاتها عن كوكب الزهرة وأقمار كوكب المشتري، والتي أثبتت نظريات كوبرنيكوس وغاليليو . لم يُنشر الكتاب مطلقًا بالكامل، ولكنه عُرف من خلال ملخص نُشر في جورنال دي سافان. وقد نال استحسان النقاد والثناء لوضوحه. كتبت جان هذه المؤلفات في وقتٍ تعرّض فيه علماء الفلك المشهورين لهجمات عنيفة وعاطفية من عدة علماء.
في كتاباتها، ضمّنت ديوميه اعتذارًا عن كتابتها حول موضوع كان يعتبر، في ذلك الوقت، «عملًا حساسًا للغاية بالنسبة للنساء». كتبت أن النساء في عصرها يعتبرن أنفسهن غير قادرات على الدراسة، وأوضحت أنها تأمل في أن يقنعهن مثلها بأنه لا يوجد فرق بين عقل المرأة وعقل الرجل.

## النسوية
عبّرت جان ديوميه عن آرائها النسوية خلال الفترة الزمنية التي عاشت فيها، بالإضافة إلى آمالها بالنسبة للنساء في مجال دراستها، حيث كانت تعتقد أن النساء قادرات على إجراء الدراسات والبحوث العلمية والعملية، وإحداث التغيير تماماً مثل أي رجل. كانت تعتقد أن النساء لم يكنّ أقل من الرجال بأي شكل من الأشكال، خاصة عندما يتعلق الأمر بالحصول على التعليم وصنع اسم لأنفسهن، وقد لوحظ هذا الشعور بوضوح في كتابتها للنساء في نصها.

## عدم المساواة بين الجنسين
خلال حياة ديوميه، لم يكن ثمة مساواة بين الجنسين، خاصة في مجال اختصاصها. سيطر الرجال على علم الفلك، وقيل لها أن العمل المتعلق بعلم الفلك «عمل حساس للغاية بالنسبة لجنسها». على الرغم من ذلك، لم تتوانى عن عملها أو دراستها، وواصلت نشر كتابها واشتهرت لوضوح أفكارها في الموضوع الذي تكتب عنه في مؤلفاتها.